# Rockefeller-Kommission

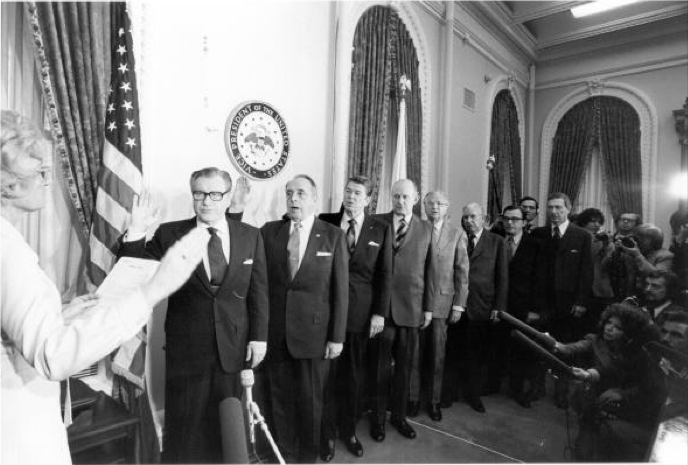
Vereidigung der Rockefeller-Kommission im Jahr 1975

Die Kommission des Präsidenten der Vereinigten Staaten zur Untersuchung von CIA-Aktivitäten innerhalb der USA (englisch: U.S. President's Commission on CIA activities within the United States), besser bekannt unter dem Namen Rockefeller-Kommission, wurde 1975 von Präsident Gerald Ford eingesetzt, um die Aktivitäten der CIA und anderer Geheimdienste innerhalb der USA zu untersuchen. Die Kommission wurde von Vizepräsident Nelson Rockefeller geleitet, wodurch die Kommission ihren Beinamen Rockefeller-Kommission erhielt.
Die Schaffung der Kommission erfolgte als Antwort auf einen Artikel, der im Dezember 1974 in der New York Times erschien. Der Artikel berichtete, die CIA habe in den 1960ern illegale inländische Aktivitäten betrieben, wozu auch Experimente an US-Bürgern gehörten. Die Kommission veröffentlichte 1975 einen einzigen Bericht, der einige Missbräuche der CIA darlegte, unter anderem das illegale Öffnen von Post und Überwachung von inländischen Dissidentengruppen. Zudem machte er MKULTRA, ein geheimes Forschungsprogramm der CIA über Möglichkeiten der Bewusstseinskontrolle, öffentlich. Das Attentat auf John F. Kennedy wurde in Bezug zum Zapruder-Film (der 1975 erstmals im Fernsehen zu sehen war) und in Hinsicht einer möglichen Anwesenheit von E. Howard Hunt und Frank Sturgis in Dallas behandelt.
Die Rockefeller-Kommission wird heute vielfach als ein Versuch der US-Regierung gesehen, einer umfassenderen Untersuchung durch den US-Kongress zuvorzukommen und die CIA weißzuwaschen. So war der Kommissionsvorsitzende, Nelson Rockefeller, bereits unter President Eisenhower als Vorsitzender des National Security Councils über alle verdeckten Operation der CIA, einschließlich Attentatversuchen und MKULTRA, informiert und hatte den kritischsten und fragwürdigsten Operationen zuzustimmen. Auch in seiner Position als 'Undersecretary' des 'Departments of Health, Education, and Welfare' war er involviert, da die Gedankenkontroll-Experimente der CIA teilweise durch dieses Ministerium finanziert wurden.
Mit dem Church Committee wurde ab dem 27. Januar 1975 eine größere Untersuchung durch den Senat eingerichtet. Am 19. Februar 1975 wurde das Nedzi Committee vom Repräsentantenhaus geschaffen. Wegen Streitigkeiten über den Vorsitzenden, wurde das Nedzi Komitee aufgelöst und das Pike Committee eingesetzt.

## Mitglieder der Kommission
- Nelson Rockefeller
- Lyman L. Lemnitzer
- Ronald Reagan
- Edgar F. Shannon, Jr.
- David W. Belin
- John T. Connor
- C. Douglas Dillon
- Erwin Griswold
- Lane Kirkland